# تيم هينمان
تيم هينمان (بالإنجليزية: Tim Henman)‏ هو لاعب كرة مضرب بريطاني.

## وصلات خارجية
- تيم هينمان على موقع IMDb (الإنجليزية)

- الموقع الرسمي
- تيم هينمان على موقع رابطة محترفي التنس (الإنجليزية)
- تيم هينمان على موقع الاتحاد الدولي لكرة المضرب (الإنجليزية)
- تيم هينمان على موقع كأس ديفيز (الإنجليزية)
- تيم هينمان على موقع بطولة ويمبلدون (الإنجليزية)
- تيم هينمان على موقع خلاصة التنس.كوم (الإنجليزية)
- تيم هينمان على موقع إي إس بي إن.كوم (الإنجليزية)
- تيم هينمان على موقع أوليمبيديا (الإنجليزية)
- تيم هينمان على موقع اللجنة الأولمبية البريطانية (الإنجليزية)